# Burg Sakura
Die Burg Sakura (japanisch 佐倉城, Sakura-jō) befindet sich in der Stadt Sakura, Präfektur Chiba. In der Edo-Zeit residierten dort nacheinander zwölf größere  Fudai-Daimyō, zuletzt die Hotta mit einem Einkommen von 100.000 Koku.

## Burgherren in der Edo-Zeit
1. Ab 1602 der fünfte Sohn Tokugawa Ieyasus, Takeda Nobuyoshi (1583–1603), mit 50.000 Koku.
2. Ab 1607 ein Zweig der Ogasawara mit 28.000 Koku.
3. Ab 1610 ein Zweig der Doi mit 32.000 Koku.
4. Ab 1623 ein Zweig der Ishikawa mit 70.000 Koku.
5. Ab 1635 die Katahara-Matsudaira mit 40.000 Koku.
6. Ab 1642 ein Zweig der Hotta mit 110.000 Koku.
7. Ab 1723 ein Zweig der Matsudaira (Ogyū) mit 60.000 Koku.
8. Ab 1678 ein Zweig der Ōkubo mit 83.000 Koku.
9. Ab 1686 ein Zweig der Toda mit 61.000 Koku.
10. Ab 1701 ein Zweig der Inaba mit 102.000 Koku.
11. Ab 1723 wieder ein Zweig der Matsudaira (Ōgyū) mit 60.000 Koku.
12. Ab 1746 wieder ein Zweig der Hotta mit 10.000 Koku.

## Geschichte
Auf Befehl Tokugawa Ieyasus baute sein Vasall Doi Toshikatsu (1573–1644) die Burg Sakura ab 1610 im Verlauf von sieben Jahren zu einer zeitgemäßen Burg aus. Dabei wurden die in der Sengoku-Zeit von den Herren Chiba unvollständig hinterlassene Anlage benutzt.
Der Kern der Burg, das Hommaru, liegt im Westbereich einer Anhöhe, die von den Flüssen Kashima (鹿島川, Kashima-kawa) und Takasaki (高崎川, Takasaki-gawa) umschlossen wird. Darum ist der zweite Burgbereich, das Ni-no-maru, und im Osten der dritte Bereich, das San-no-maru, und im Norden der Sō-kuruwa (総曲輪) genannte Bereich angelegt. Unter Ausnutzung der natürlichen Niederung des Inaba-Sumpfes (稲葉沼, Inaba-numa) wurden ausgedehnte Wallanlagen errichtet. Da die Gegend keine Steinbrüche hatte, wurden diese ausschließlich als Erdwälle angelegt.
Die Burg verfügte über einen Burgturm, der von außen gesehen aus drei Stockwerken bestand, innen aber vier Stockwerke aufwies. Der zentrale Bereich, der die Residenz enthielt, wurde außerdem durch zwei Wachtürme geschützt. Diese neue Anlage erhielt bei ihrer Fertigstellung den Namen Burg Sakura anstelle des alten Namens Kashima. 1799 wurde die Residenz in den dritten Burgbereich verlegt. Der Burgturm brannte 1813 ab.
Nach der Meiji-Restauration 1868 wurde die Burg abgerissen. Erhalten blieben nur Wall- und Grabenanlagen, die den Burgpark bilden. Innerhalb des Parks befindet sich das 1983 eröffnete Nationalmuseum der japanischen Geschichte.